# 加茂郵便局
加茂郵便局（かもゆうびんきょく）
- 新潟県加茂市にある郵便局。本記事にて記述する。
- 島根県雲南市にある郵便局。局番号は53031。
- 岡山県津山市にある郵便局。局番号は54062。
- 愛媛県西条市にある郵便局。局番号は61090。
- 千葉県市原市にある郵便局。局番号は05092。
- 三重県鳥羽市にある郵便局。局番号は22182。
- 和歌山県海南市にある郵便局。局番号は47165。
- 広島県福山市にある郵便局。局番号は51072。
- 高知県高岡郡日高村にある郵便局。局番号は64131。

加茂簡易郵便局（かもかんいゆうびんきょく）
- 石川県羽咋郡志賀町にある簡易郵便局。局番号は31710。

加茂郵便局（かもゆうびんきょく）は新潟県加茂市にある郵便局。民営化前の分類では集配普通郵便局であった。

## 概要
住所：〒959-1399 新潟県加茂市青海町1-1-35

### 分室
分室はなし。過去に存在した分室は以下のとおり。
- 保険分室 - 1951年（昭和26年）に廃止。

## 沿革
- 1872年（明治5年）旧9月 - 加茂郵便取扱所として開設[1]。
- 1875年（明治8年）1月1日 - 加茂郵便局（五等）となる。
- 1885年（明治18年）5月1日 - 貯金取扱を開始。同年、為替取扱を開始。
- 1892年（明治25年）3月16日 - 加茂郵便電信局となる。
- 1903年（明治36年）4月1日 - 通信官署官制の施行に伴い加茂郵便局となる。
- 1946年（昭和21年）3月21日 - 特定郵便局から普通郵便局に局種別改定[2]。
- 1946年（昭和21年）12月1日 - 保険分室を設置[3]。
- 1951年（昭和26年）8月26日 - 保険分室を廃止[4]。
- 1956年（昭和31年）11月1日 - 電話通話および和文電報受付事務の取扱を開始。
- 1992年（平成4年）10月12日 - 七谷郵便局から集配業務の全部と、新飯田郵便局から集配業務の一部[5]を移管。
- 1994年（平成6年）10月1日 - 西加茂簡易郵便局の一時閉鎖[6]に伴い、取扱事務を承継。
- 1999年（平成11年） - 外国通貨の両替および旅行小切手の売買に関する業務取扱を開始。
- 2007年（平成19年）10月1日 - 民営化に伴い、併設された郵便事業加茂支店に一部業務を移管。
- 2012年（平成24年）10月1日 - 日本郵便株式会社発足に伴い、郵便事業加茂支店を加茂郵便局に統合。
- 2017年（平成29年）6月19日 - 羽生田郵便局より集配業務を移管。

## 取扱内容
- 郵便、印紙、ゆうパック、内容証明
- 貯金、為替、振替、振込、国際送金、国債、投資信託
- 生命保険、バイク自賠責保険、自動車保険、がん保険、引受条件緩和型医療保険
- ゆうちょ銀行ATM
- 「959-13xx」区域（加茂市の全域）及び「959-15xx」区域（南蒲原郡田上町の全域）の集配業務
- ゆうゆう窓口

## 周辺
- 加茂市立図書館
- 加茂市民体育館
- 加茂市民俗資料館
- 新潟県立加茂農林高等学校
- 加茂市立加茂小学校
- 加茂信用金庫本店
- 国道403号
- 加茂川（信濃川の支流）

## アクセス
- JR信越本線 加茂駅から北東へ徒歩約11分
- 加茂市営市民バス 葵橋停留所もしくは諏訪橋停留所下車
- 北陸自動車道 三条燕ICから東へ約11.5km
- 駐車場あり：14台